# La Noria, Chiapas
La Noria är en ort i Mexiko.   Den ligger i kommunen Frontera Comalapa och delstaten Chiapas, i den sydöstra delen av landet, 900 km sydost om huvudstaden Mexico City. La Noria ligger 724 meter över havet och antalet invånare är 133.
Terrängen runt La Noria är kuperad söderut, men norrut är den platt. Runt La Noria är det ganska tätbefolkat, med 100 invånare per kvadratkilometer. Närmaste större samhälle är Frontera Comalapa, 6,3 km söder om La Noria. I omgivningarna runt La Noria växer huvudsakligen savannskog.